# Ian Barker
Ian Dallas Barker (Cardiff, 10 de agosto de 1966) es un deportista británico que compitió en vela en la clase 49er. 
Participó en los Juegos Olímpicos de Sídney 2000, obteniendo una medalla de plata en la clase 49er (junto con Simon Hiscocks). Ganó una medalla de bronce en el Campeonato Europeo de 49er de 1998.

## Palmarés internacional
| \| Juegos Olímpicos \| Juegos Olímpicos \| Juegos Olímpicos \| Juegos Olímpicos \| \| Año \| Lugar \| Medalla \| Clase \| \| ------------------ \| -------------------- \| ----------------- \| ---------------- \| \| 2000 \| Sídney (Australia) \| Medalla de plata \| 49er \| \| Campeonato Europeo \| \| \| \| \| Año \| Lugar \| Medalla \| Clase \| \| 1998 \| Helsinki (Finlandia) \| Medalla de bronce \| 49er \| |                      |                   |       |
| Juegos Olímpicos |                      |                   |       |
| Año | Lugar                | Medalla           | Clase |
| 2000 | Sídney (Australia)   | Medalla de plata  | 49er  |
| Campeonato Europeo |                      |                   |       |
| Año | Lugar                | Medalla           | Clase |
| 1998 | Helsinki (Finlandia) | Medalla de bronce | 49er  |